# Flugplatz Zorg en Hoop

i7
i11
i13
Der Flugplatz Zorg en Hoop (IATA-Code: ORG, ICAO-Code: SMZO) ist ein kleiner Flugplatz in Suriname. Er befindet sich in der Hauptstadt Paramaribo in dem gleichnamigen Stadtteil sowie dem Bezirk Flora am Doekhieweg.

## Geschichte
Ursprünglich lag in dieser Gegend die Plantage Zorg en Hoop (Sorge und Hoffnung), der er seinen Namen verdankt. Im Jahre 1953 wurde der Flugplatz in Betrieb genommen, als die späteren Begründer der Fluggesellschaft Surinam Airways, Ronald Kappel und Herman van Eyck, hier ihren Flugbetrieb aufnahmen. Ende April 2010 wurde die Start- und Landebahn mit einem finanziellen Aufwand von 1,8 Millionen Euro von 650 Meter auf 750 Meter verlängert und der Aufbau verstärkt. Im Dezember 2014 wurde eine neue Ankunfts- und Abflughalle in Gebrauch genommen.
Es werden vor allem Flüge zu den kleineren Flugplätzen der Dörfer und Goldminen im Binnenland ausgeführt. Das Amt für Statistik in Suriname registrierte im Jahre 2011 rund 4000 ankommende Personen auf dem Flugplatz.

## Fluggesellschaften
- Blue Wing Airlines
- Gum Air

### Militär
Der Flugplatz ist auch Standort der kleinen surinamischen Luftwaffe.